# Andabeløy
Andabeløy är en ort i Flekkefjords kommun i Agder fylke i södra Norge. Orten ligger vid fylkesväg 4128, på den norra delen av ön Andabeløya. Den har färjeförbindelse med orten Abelnes på fastlandet.
Tidigare har orten tillhört dåvarande Nes kommun.